# De Cosmo

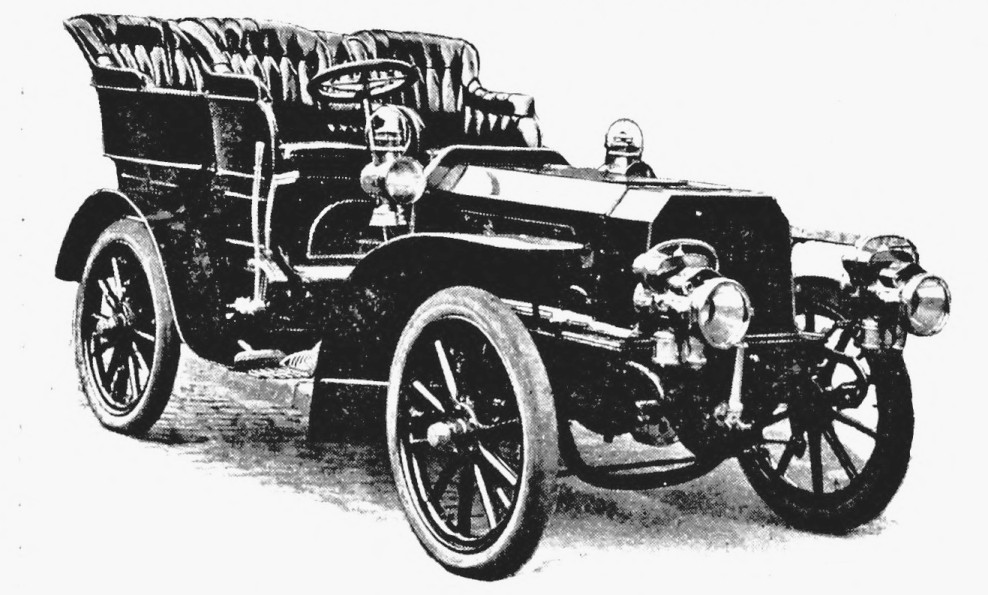
De Cosmo 24 HP (1903)

De Cosmo et Cie war ein belgischer Hersteller von Automobilen aus Lüttich. Der Markenname lautete De Cosmo.

## Unternehmensgeschichte
Der Italiener Joseph De Cosmo (1863–1927) arbeitete an vielen verschiedenen Orten. Zunächst ab 1881 in Ägypten bei den Ägyptischen Staatsbahnen, dann in Neapel, in Frankreich bei Gautier-Wehrlé und Automobiles Delahaye, in England und von 1899 bis 1903 bei der Fabrique Nationale Herstal bzw. deren Automobil- oder Motorrad-Abteilung in Belgien. Er begann vermutlich 1894 damit, Motorräder zu bauen. 1903 machte er sich selbstständig und gründete das Unternehmen De Cosmo et Cie, um Automobile unter seinem eigenen Namen zu produzieren; gleichzeitig endete die Motorradproduktion. Der Vertrieb der Automobile erfolgte in Großbritannien unter dem Markennamen Wilkinson-De Cosmo. 1908 endete die Produktion.

## Automobile
Das erste Modell war der Type A, auch 24 CV genannt. Es hatte einen Vierzylindermotor mit 130 mm Bohrung, 100 mm Hub und 5300 cm³ Hubraum. Wenig später kam der Type B bzw. 30 CV dazu, ebenfalls mit einem Vierzylindermotor. Beide Modelle hatten ein Dreiganggetriebe und Kardanantrieb.
1906 kam ein Modell mit Kettenantrieb dazu, anfänglich 40/50 CV, später 45/55 CV genannt. Sein Sechszylindermotor mit 112 mm Bohrung und 140 mm Hub hatte 8300 cm³ Hubraum.
Alle Modelle standen bis 1908 im Sortiment. Außerdem wurden Lastkraftwagen, Omnibusse und Motorboote gefertigt.